# Приилменска низина
Приилменската низина (на руски: Приильменская низменность) е низина в северозападната европейска част на Русия, част от Източноевропейската равнина.
Представлява грабен, който се спуска с поредица тераси от всички посоки към разположеното в средата му езеро Илмен. Надморската височина в по-голямата част варира между 18 и 50 метра, а повърхността е изключително равна и на много места заблатена. Южната част е по-разчленена и преминава на югоизток във Валдайското възвишение. Естествената растителност е главно от смесени гори, в северните части – тайга, като значителна част от територията, особено в югозападната част, се обработва. Най-големият град е разположеният при северния край на езерото Илмен Велики Новгород.